# Ogcodes respersus
Ogcodes respersus este o specie de muște din genul Ogcodes, familia Acroceridae. A fost descrisă pentru prima dată de Seguy în anul 1935. Conform Catalogue of Life specia Ogcodes respersus nu are subspecii cunoscute.